# Asupra efectelor nocive ale tutunului
Asupra efectelor nocive ale tutunului este o piesă de teatru  de dramaturgul rus Anton Cehov.